# 张继钢
张继钢（1958年12月25日—），艺名张继刚，男，山西榆次人，中华人民共和国艺术家、教育家、文艺理论家，一级导演，曾任中国人民解放军总政治部歌舞团团长、中国人民解放军总政治部宣传部副部长、中国人民解放军艺术学院院长，中国舞蹈家协会副主席、顾问，担任北京奥运会开幕式副总导演、2008年北京残奥会开闭幕式执行总导演。
代表作有：《千手观音》等。